# The Judy Garland Show

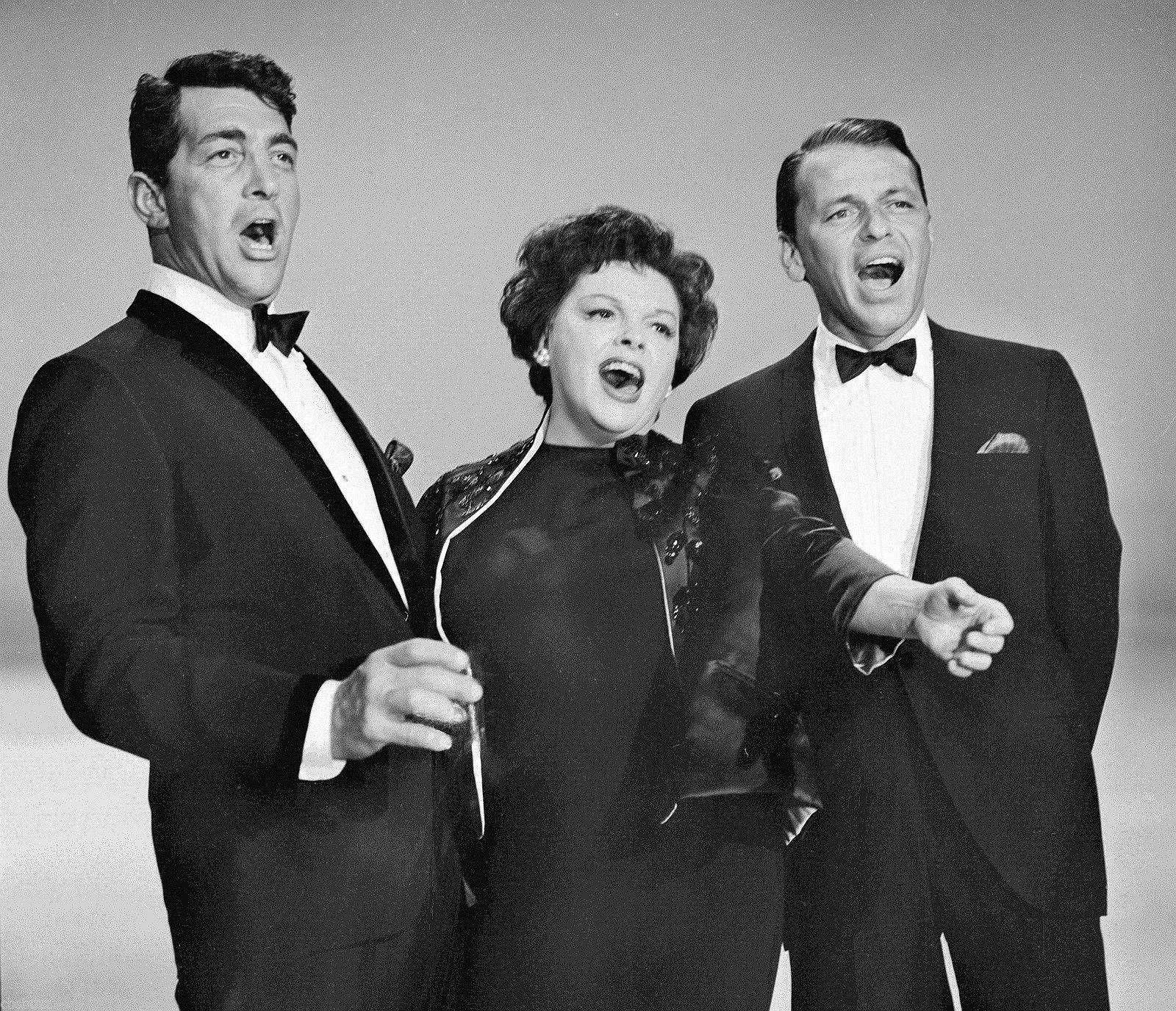
Imagen del programa.

The Judy Garland Show fue un programa televisivo estadounidense. El ciclo se emitió en la cadena CBS entre los años 1963 y 1964.
El programa tuvo varias dificultades desde el comienzo. A lo largo de su primera y única temporada, presentó cambios en el reparto y en la producción, como así también en su formato. 

## Listado de episodios
| N.º | Fecha de grabación       | Fecha de emisión         | Invitados                                                                  | Notas                                                |
| --- | ------------------------ | ------------------------ | -------------------------------------------------------------------------- | ---------------------------------------------------- |
| 1   | 24 de junio de 1963      | 8 de diciembre de 1963   | Mickey Rooney, Jerry Van Dyke                                              |                                                      |
| 2   | 7 de julio de 1963       | 10 de noviembre de 1963  | Count Basie, Mel Tormé, Judy Henske, Jerry Van Dyke                        |                                                      |
| 3   | 16 de julio de 1963      | 17 de noviembre de 1963  | Liza Minnelli, Soupy Sales, The Brothers Castro, Jerry Van Dyke            |                                                      |
| 4   | 23 de julio de 1963      | 13 de octubre de 1963    | Lena Horne, Terry-Thomas, Jerry Van Dyke                                   |                                                      |
| 5   | 30 de julio de 1963      | 15 de diciembre de 1963  | Tony Bennett, Dick Shawn, Jerry Van Dyke                                   | Último episodio producido por George Schlatter.      |
| 5A  | 2 de agosto de 1963      |                          | Nat Cole, Jack Carter, Jerry Van Dyke                                      | No emitido.                                          |
| 6   | 13 de septiembre de 1963 | 27 de octubre de 1963    | Steve Lawrence, June Allyson, Jerry Van Dyke                               |                                                      |
| 7   | 20 de septiembre de 1963 | 29 de septiembre de 1963 | Donald O'Connor, Jerry Van Dyke                                            |                                                      |
| 8   | 27 de septiembre de 1963 | 20 de octubre de 1963    | George Maharis, Jack Carter, The Dillards, Leo Durocher, Jerry Van Dyke    |                                                      |
| 9   | 4 de octubre de 1963     | 6 de octubre de 1963     | Barbra Streisand, Ethel Merman, Smothers Brothers, Jerry Van Dyke          | Streisand fue nominada al premio Emmy por actuación. |
| 10  | 11 de octubre de 1963    | 1 de marzo de 1964       | Ray Bolger, Jane Powell, Jerry Van Dyke                                    | último episodio de Jerry Van Dyke.                   |
| 11  | 18 de octubre de 1963    | 5 de enero de 1964       | Steve Allen, Mel Tormé, Jayne Meadows                                      |                                                      |
| 12  | 1 de noviembre de 1963   | 3 de noviembre de 1963   | Vic Damone, Zina Bethune                                                   |                                                      |
| 13  | 8 de noviembre de 1963   | 1 de diciembre de 1963   | Peggy Lee, Jack Carter, Carl Reiner                                        | Último episodio de Norman Jewison como productor.    |
| 14  | 30 de noviembre de 1963  | 29 de diciembre de 1963  | Bobby Darin, Bob Newhart                                                   |                                                      |
| 15  | 6 de diciembre de 1963   | 22 de diciembre de 1963  | Jack Jones, Liza Minnelli, Lorna Luft, Joey Luft, Mel Tormé, Tracy Everitt | Episodio de temática navideña.                       |
| 16  | 13 de diciembre de 1963  | 2 de enero de 1964       | Ethel Merman, Shelley Berman, Peter Gennaro                                |                                                      |
| 17  | 20 de diciembre de 1963  | 9 de enero de 1964       | Vic Damone, Chita Rivera, Louis Nye, Ken Murray                            |                                                      |
| 18  | 14 de enero de 1964      | 26 de enero de 1964      | Martha Raye, Peter Lawford, Rich Little, Ken Murray                        |                                                      |
| 19  | 17 de enero de 1964      | 2 de febrero de 1964     | Louis Jourdan, Kirby Stone Four, Ken Murray                                |                                                      |
| 20  | 24 de enero de 1964      | 9 de febrero de 1964     |                                                                            | Concierto.                                           |
| 21  | 31 de enero de 1964      | 16 de febrero de 1964    | Diahann Carroll, Mel Tormé                                                 |                                                      |
| 22  | 14 de febrero de 1964    | 23 de febrero de 1964    | Jack Jones, Ken Murray                                                     |                                                      |
| 23  | 21 de febrero de 1964    | 8 de marzo de 1964       |                                                                            | Concierto.                                           |
| 24  | 23 de febrero de 1964    | 15 de marzo de 1964      | Vic Damone                                                                 |                                                      |
| 25  | 6 de marzo de 1964       | 22 de marzo de 1964      | Bobby Cole                                                                 |                                                      |
| 26  | 13 de marzo de 1964      | 29 de marzo de 1964      |                                                                            | Concierto.                                           |